# Searching Ruins on Broadway, Galveston, for Dead Bodies
Searching Ruins on Broadway, Galveston, for Dead Bodies je americký němý film z roku 1900. Režisérem je Albert E. Smith (1875–1958). Film trvá necelou minutu a vznikl bezprostředně po zásahu hurikánu Galveston 8. září 1900. Hurikán zuřil od 2. do 7. září 1900 a zabil přibližně 6 000 až 12 000 lidí. Film vyšel 24. září 1900.

## Děj
Film zobrazuje několik mužů, kteří hledají mrtvoly v troskách, které po sobě zanechal hurikán. Během pátrání je nalezeno tělo.